# 開山塚古墳
開山塚古墳（かいざんづかこふん、郡川1号墳）は、大阪府八尾市郡川にある古墳。形状は円墳。高安古墳群（うち郡川北支群）を構成する古墳の1つ。国の史跡に指定されている（史跡「高安千塚古墳群」のうち）。
1879年（明治12年）にエドワード・S・モースが調査を行った古墳として知られる。

## 概要
大阪府東部、生駒山地西麓の松尾谷南側の尾根上（標高約137メートル）の、河内平野を一望する位置に築造された古墳である。一帯では開山塚古墳のほか古墳約10基（現存4基）が分布し、高安古墳群のうちの郡川北支群を形成する。現在では法蔵寺境内に所在し、墳頂部は整地されて法蔵寺歴代住職の墓地として利用されている。1879年（明治12年）にエドワード・S・モースが調査を行っているほか、2004年度（平成16年）に墳丘測量・石室実測調査が実施されているが、発掘調査は実施されていない。
墳形は円形で、直径30メートル・高さ5.8メートルを測る。埋葬施設は両袖式の横穴式石室で、南西方向に開口する。石室全長13.05メートル、玄室床面積約15.74平方メートル（畳10枚分）を測る大型石室であり、高安古墳群では最大規模の石室として注目される。石室内の発掘調査は実施されていないが、石棺材片・須恵器片が採集されている。
築造時期は、古墳時代後期の6世紀中葉-後半頃（TK209型式期）と推定される。大型群集墳である高安古墳群のなかでも最有力階層の代表的古墳であり、ヤマト王権と周辺氏族との関係を考察するうえで重要視される。またモースの論文 "DOLMENS IN JAPAN"（日本におけるドルメン）では、掲載の高安古墳群9基のうちで本古墳が最も詳述され、日本の「ドルメン」の代表例として欧米の学会にいち早く紹介されており、その後の古墳研究に重要な役割を果たした点で考古学史上としても重要な古墳になる。
古墳域は2015年（平成27年）に国の史跡に指定されている（史跡「高安千塚古墳群」のうち）。

## 遺跡歴
- 18世紀末頃、墳頂部の整地・墓地化か[1]（墳頂に法蔵寺開山の好山和尚の廟塔の清涼塔[3]）。
- 享和元年（1801年）、『河内名所図会』に法蔵寺境内の描写[1]。
- 1879年（明治12年）、エドワード・S・モースによる調査（1880年に報告）[1]。
- 2004年度（平成16年）、墳丘測量・石室実測調査（八尾市教育委員会、2005年に報告書刊行）[1]。
- 2005年（平成17年）3月17日、八尾市指定史跡に指定（指定名称は「高安古墳群 開山塚古墳」）。
- 2015年（平成27年）3月10日、国の史跡に指定（史跡「高安千塚古墳群」のうち）。

## 埋葬施設

石室俯瞰図

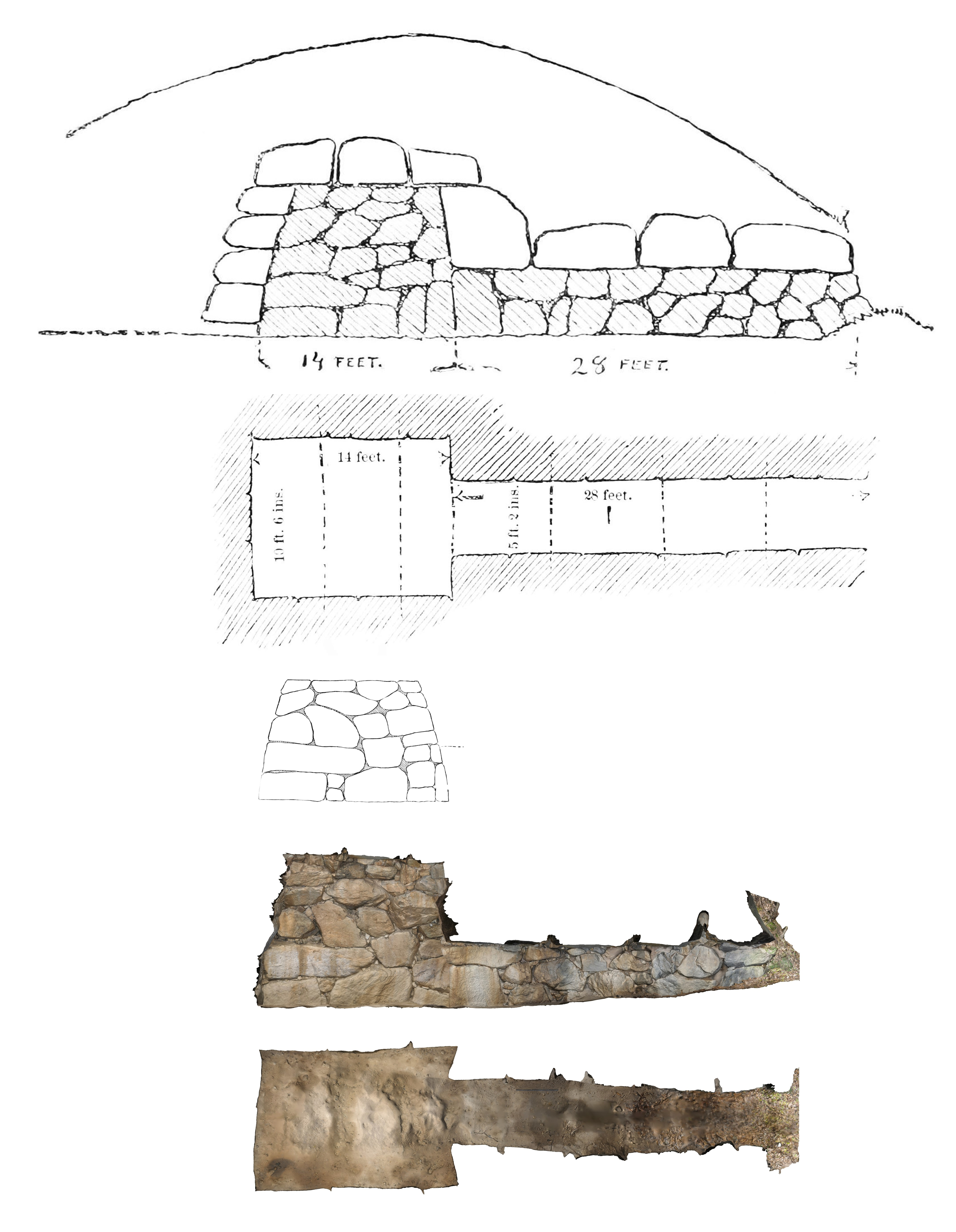
石室比較図エドワード・S・モース "DOLMENS IN JAPAN"（日本におけるドルメン）の石室断面図・石室平面図・玄室東壁立面図と、2023年現在の石室オルソ画像。

埋葬施設としては両袖式横穴式石室が構築されており、南西方向に開口する。石室の規模は次の通り。
- 石室全長：13.05メートル
- 玄室：長さ4.67メートル、幅3.37メートル、現状高さ3.77メートル（元は4.2メートル程度か）
  - モース計測値：長さ4.27メートル、幅3.2メートル、高さ3.51メートル
- 羨道：長さ8.38メートル、幅1.5メートル、現状高さ1.6メートル（元は1.9メートル程度か）
  - モース計測値：長さ8.53メートル、幅1.3メートル、高さ1.6メートル

石室の石材は花崗岩で、付近の谷川のものと推測される。玄室は5段積み、羨道は2・3段積みで、玄門の袖石は西側は2段積み、東側は3段積みである。玄室の平面プランは正方形に近く、床面積は15.74平方メートル（畳10枚分）を測る。天井石は、玄室では3枚、羨道では4枚。
石室内の発掘調査は実施されていないが、石棺材片・須恵器坏が採集されている。石棺材は組合式石棺の棺材とみられ、二上山系凝灰岩と、加西市高室石とみられる凝灰岩の2種が認められる。須恵器はTK209型式期に位置づけられる。なお、かつて法蔵寺本堂前には二上山系石材の石棺材が保管されており、法蔵寺境内の古墳出土と推測されるが、開山塚古墳のものかは不明である。

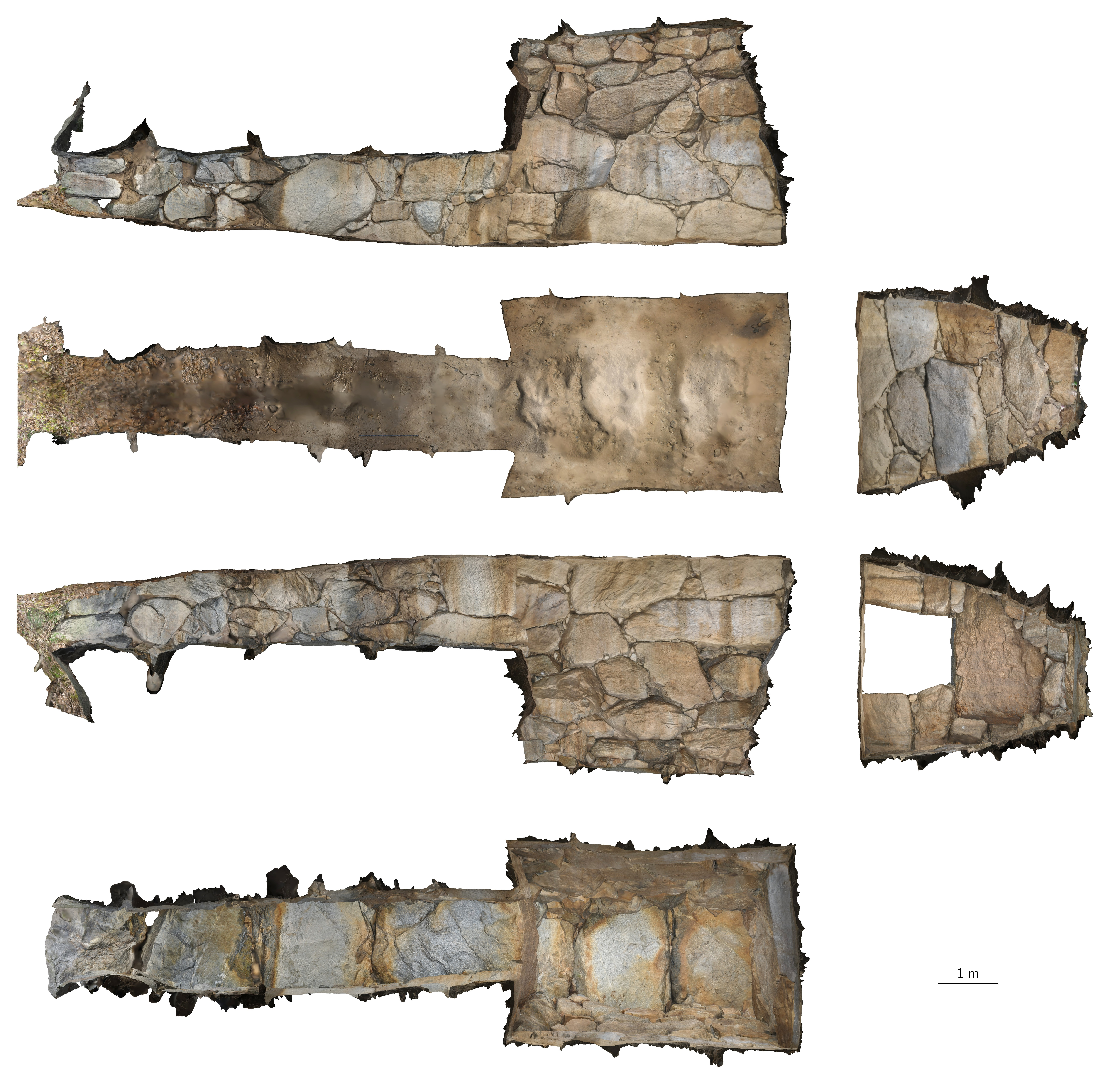
石室展開図
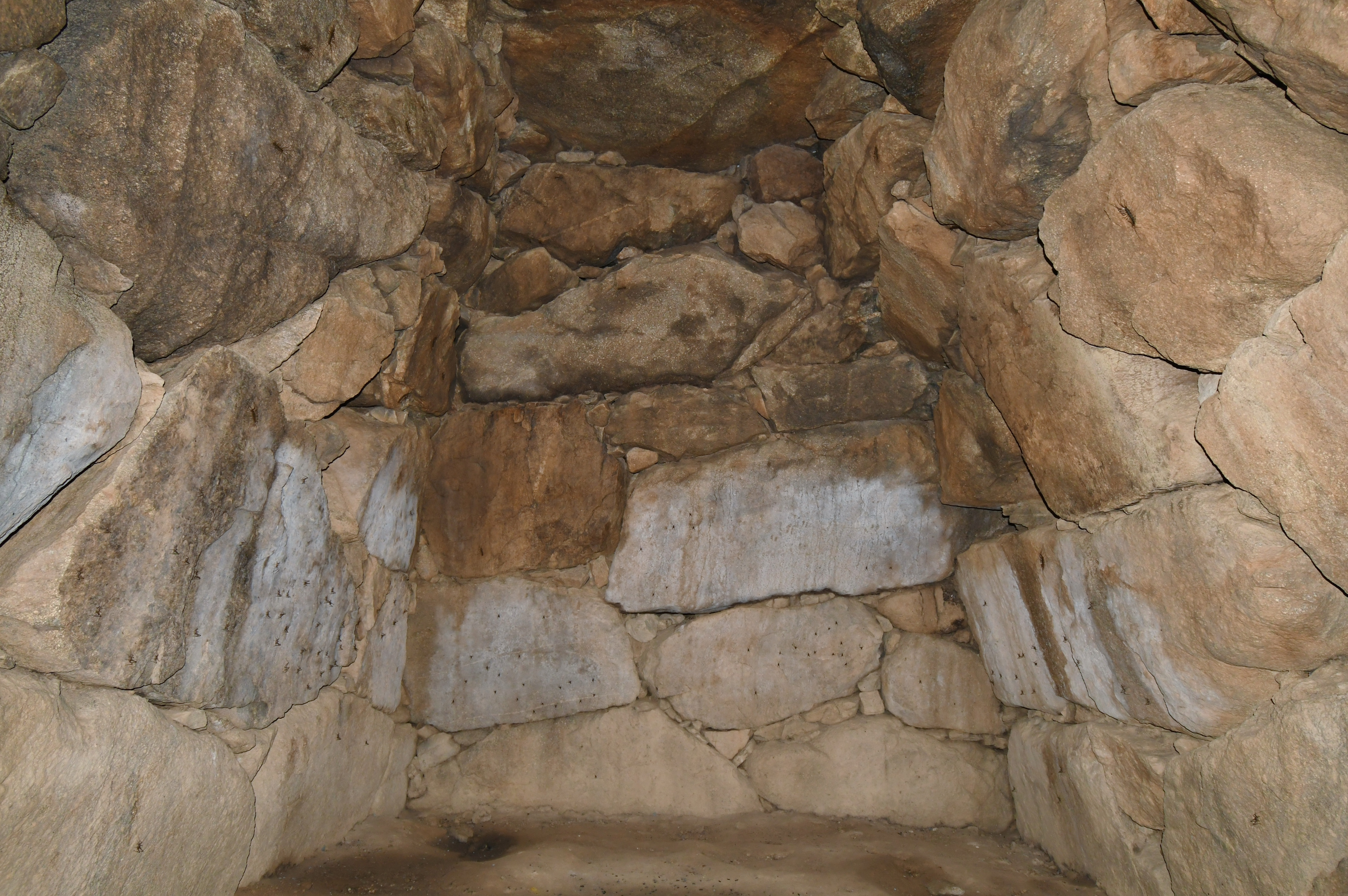
玄室（奥壁方向）
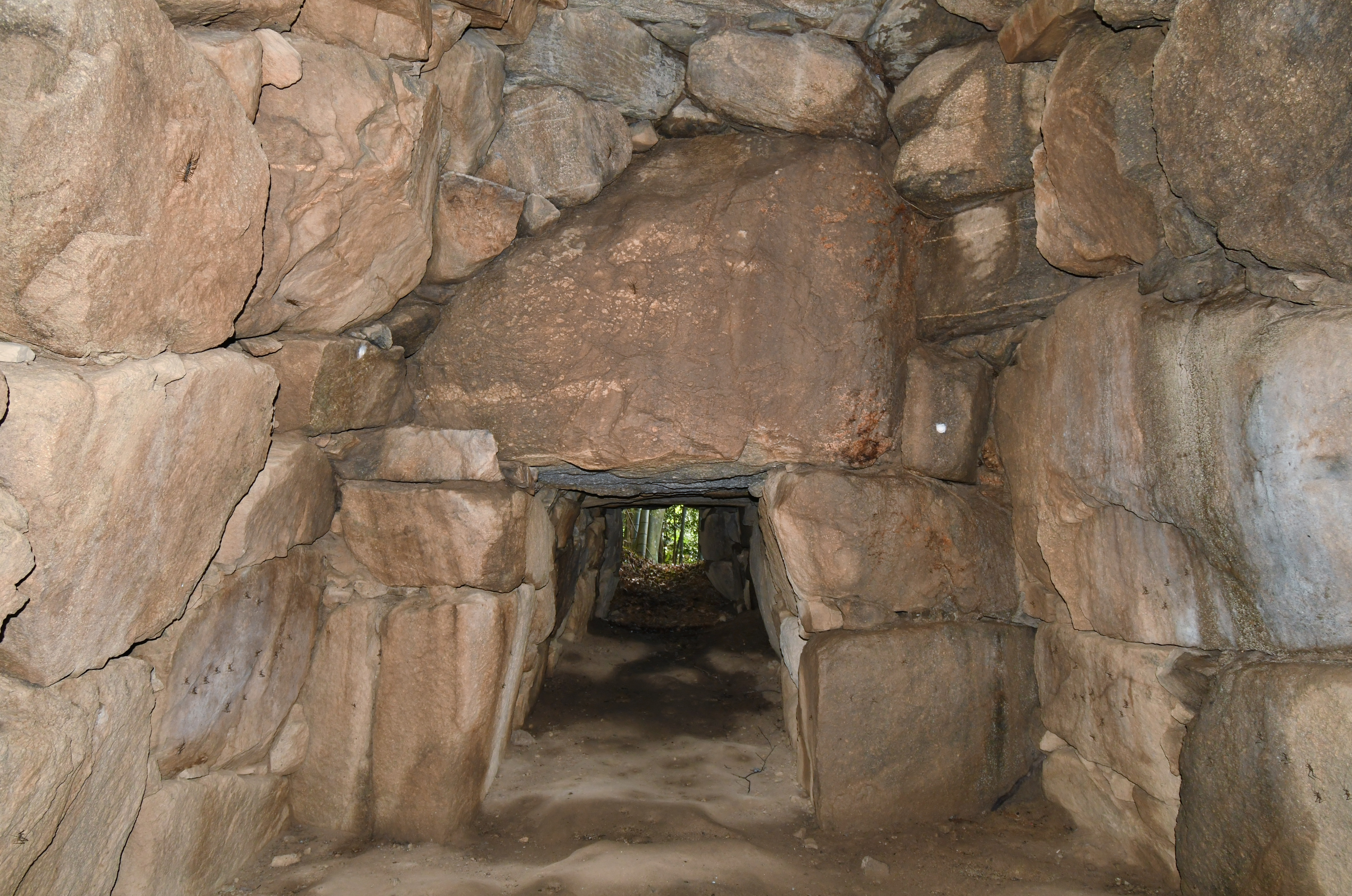
玄室（開口部方向）
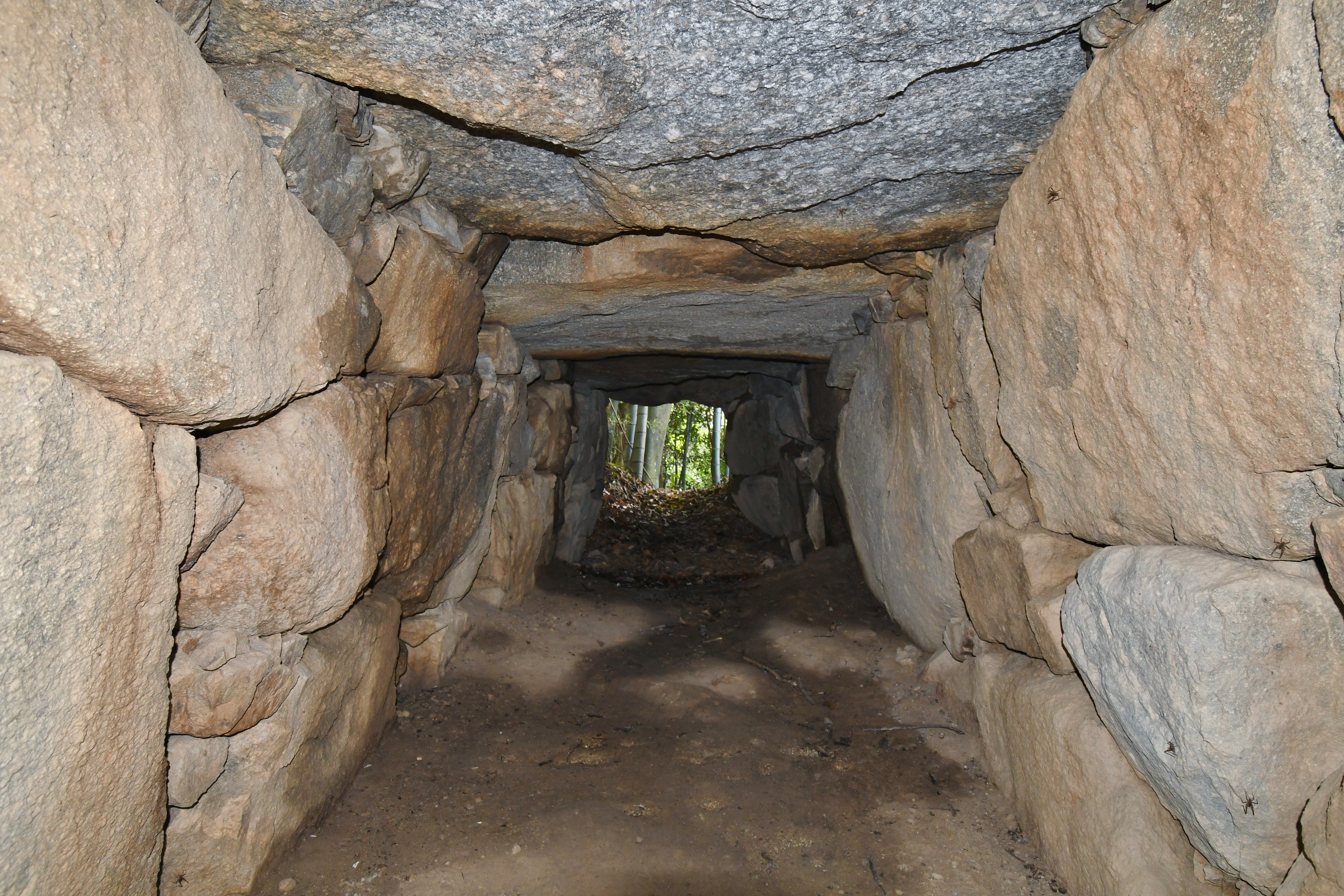
羨道（開口部方向）
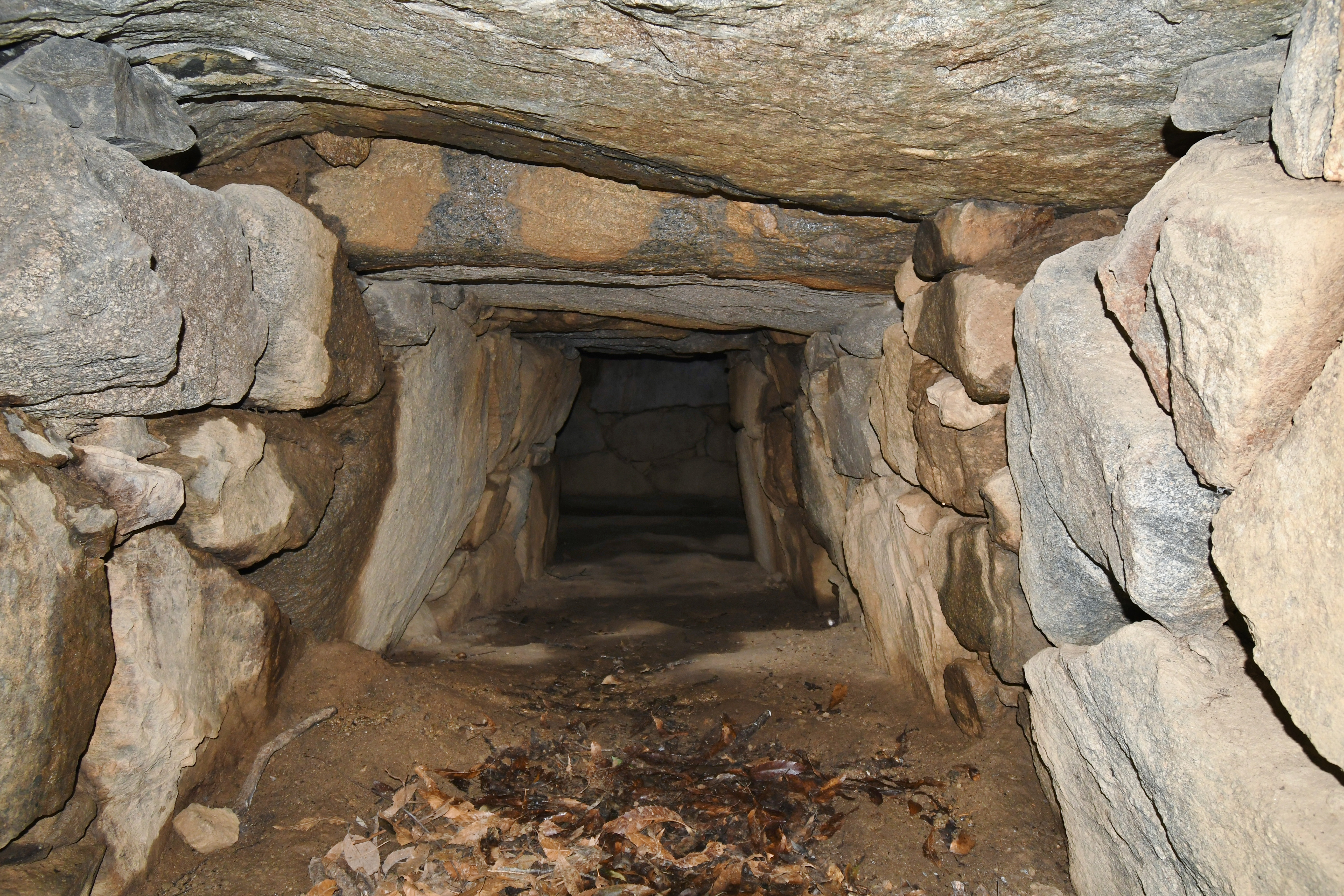
羨道（玄室方向）
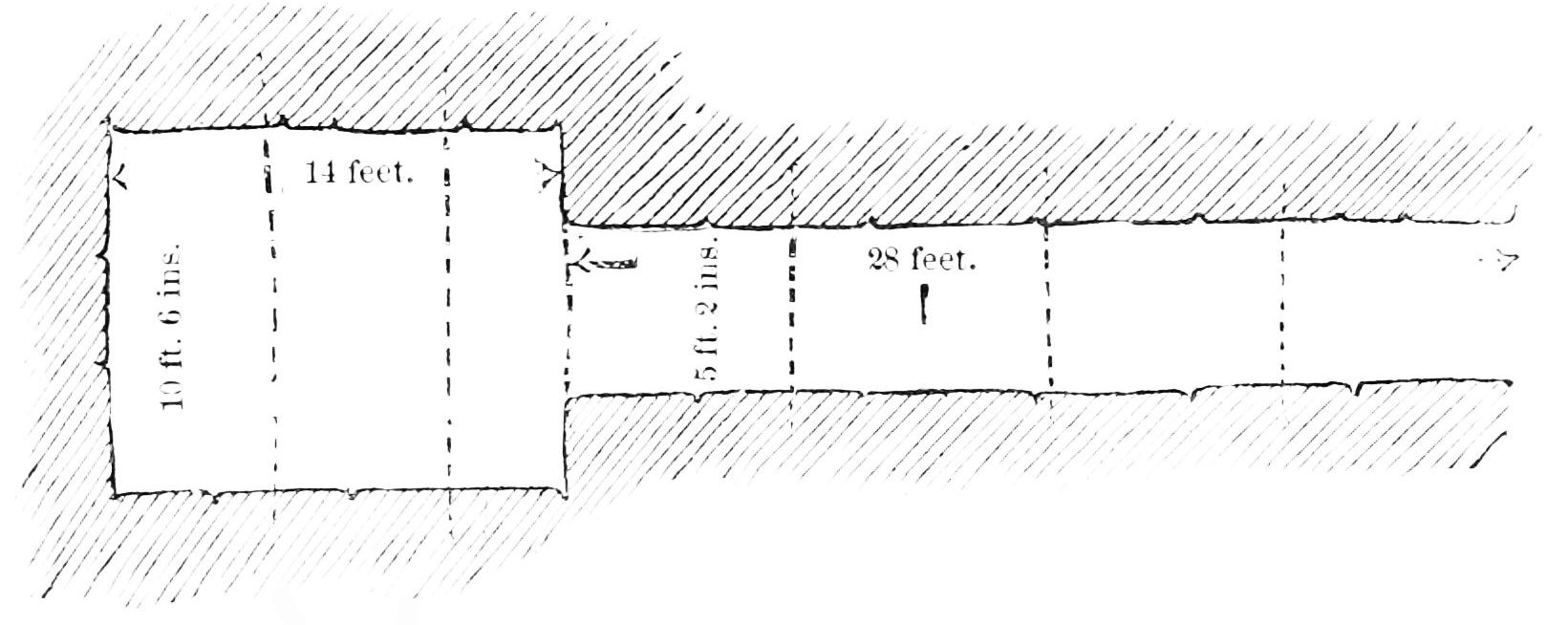
"DOLMENS IN JAPAN" FIG. 2（石室平面図）
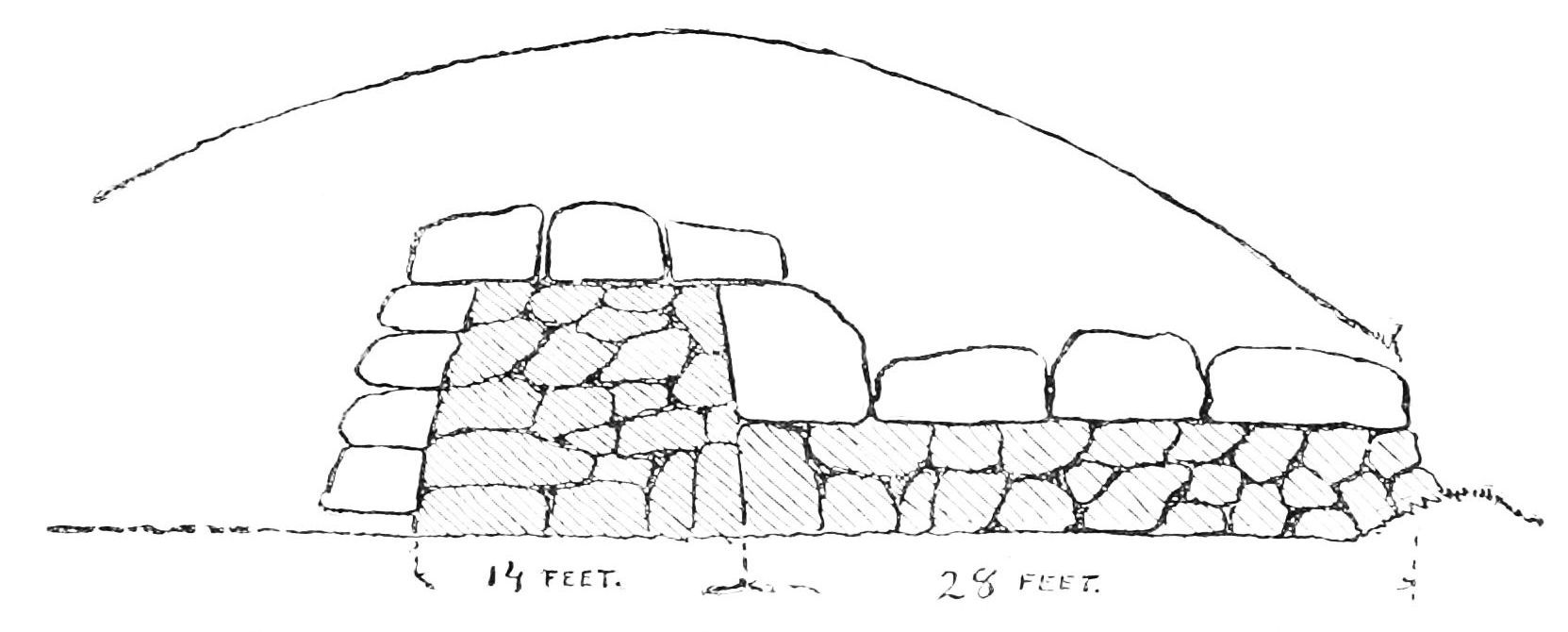
"DOLMENS IN JAPAN" FIG. 6（石室断面図）
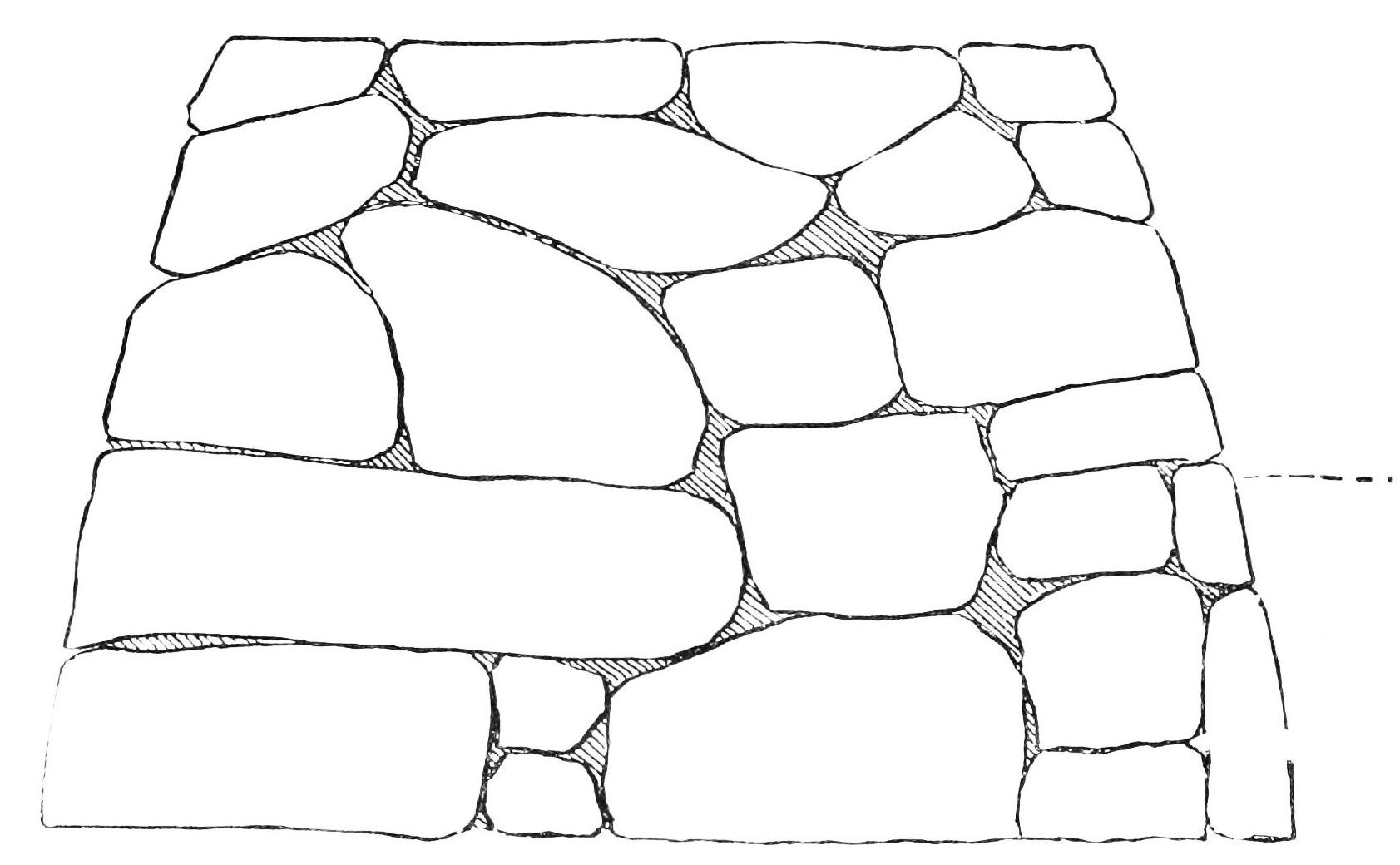
"DOLMENS IN JAPAN" FIG. 7（玄室東壁立面図）
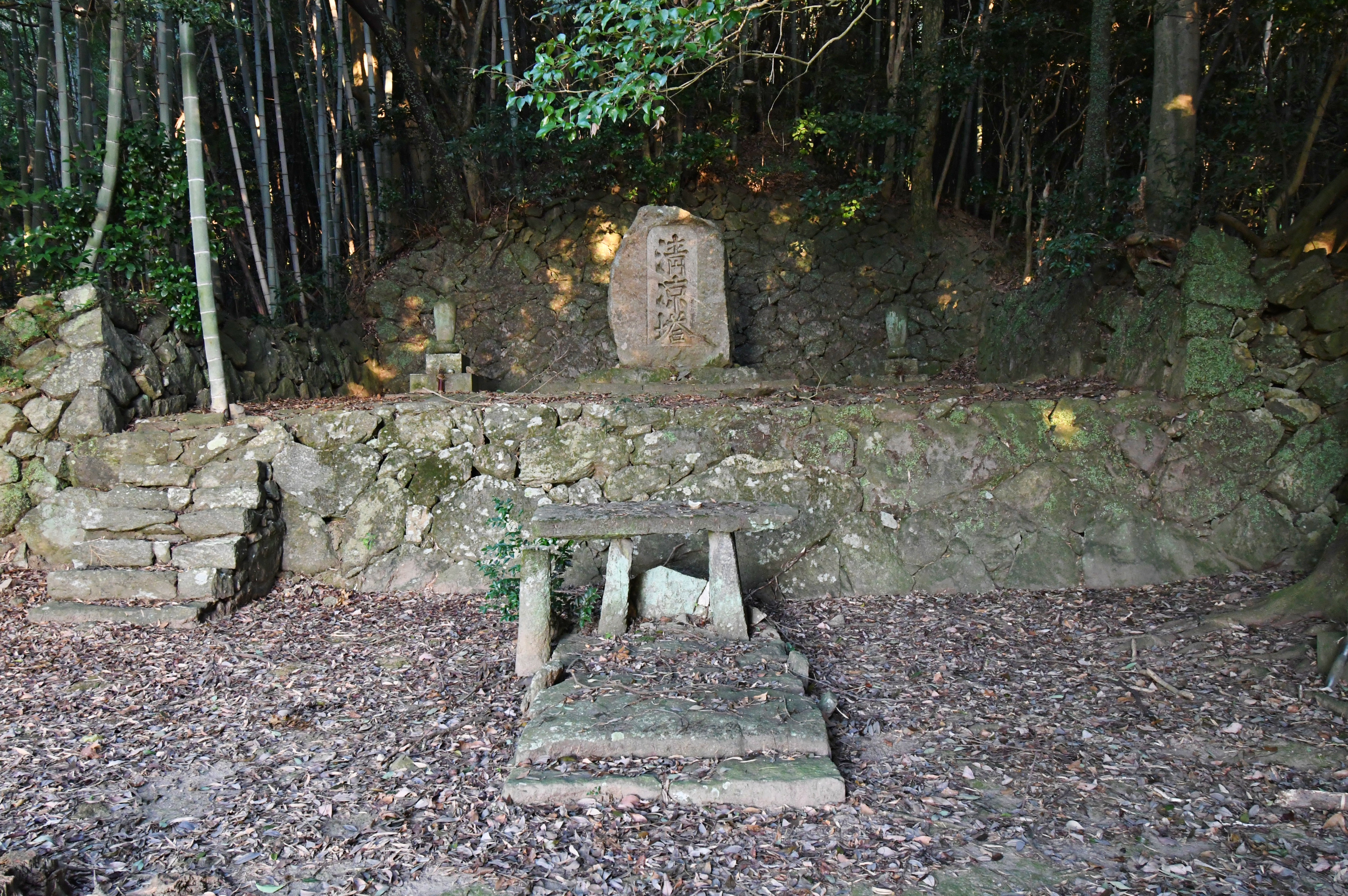
墳頂の清涼塔（法蔵寺開山の好山和尚廟塔）

## 関連文献
（記事執筆に使用していない関連文献）
- Edward S. Morse (1980-3). “DOLMENS IN JAPAN”. Popular Science Monthly (16).
- エドワード・S・モース（佐野隆弥・田中一廣 訳・校註）「日本におけるドルメン」『花園史学』第12号、花園大学史学会、1991年11月、125-142頁。
- 『新版八尾市史』 考古編1 -遺跡からみた八尾の歩み-、八尾市、2017年。